# Димитрије Кантемир (Ботошани)
Димитрије Кантемир (рум. Dimitrie Cantemir) насеље је у Румунији у округу Ботошани у општини Аврамени. Oпштина се налази на надморској висини од 168 m.

## Становништво
Према подацима из 2002. године у насељу је живело 174 становника, од којих су сви румунске националности.